# Naruoka Sho
Naruoka Sho (成岡 翔 Naruoka Shō, sinh ngày 31 tháng 5 năm 1984 ở Shimada, Shizuoka) là một cầu thủ bóng đá người Nhật Bản.
Naruoka thi đấu cho Júbilo Iwata từ năm 2003 đến năm 2010 và gia nhập Albirex Niigata vào tháng 1 năm 2013.
Là một tiền vệ tấn công tài năng sở hữu kĩ thuật kiểm soát xuất sắc, anh từng thi đấu cùng đội với đội trưởng đội tuyển quốc gia Nhật Bản Makoto Hasebe (và nhiều cầu thủ J-League khác) khi đang ở trường Trung học Fujieda Higashi.

## Thống kê sự nghiệp
Cập nhật đến ngày 23 tháng 2 năm 2017.
| Câu lạc bộ          | Mùa giải            | J. League | J. League | Cúp Hoàng đế Nhật Bản | Cúp Hoàng đế Nhật Bản | J. League Cup | J. League Cup | Châu lục | Châu lục  | Tổng    | Tổng      |
| Câu lạc bộ          | Mùa giải            | Số trận   | Bàn thắng | Số trận               | Bàn thắng             | Số trận       | Bàn thắng     | Số trận  | Bàn thắng | Số trận | Bàn thắng |
| ------------------- | ------------------- | --------- | --------- | --------------------- | --------------------- | ------------- | ------------- | -------- | --------- | ------- | --------- |
| Júbilo Iwata        | 2003                | 12        | 0         | 4                     | 2                     | 5             | 1             | –        | –         | 21      | 3         |
| Júbilo Iwata        | 2004                | 20        | 1         | 1                     | 0                     | 6             | 1             | 5        | 2         | 32      | 4         |
| Júbilo Iwata        | 2005                | 18        | 2         | 3                     | 1                     | 1             | 0             | 3        | 0         | 25      | 3         |
| Júbilo Iwata        | 2006                | 16        | 3         | 0                     | 0                     | 8             | 1             | –        | –         | 24      | 4         |
| Júbilo Iwata        | 2007                | 30        | 8         | 2                     | 1                     | 4             | 0             | –        | –         | 36      | 9         |
| Júbilo Iwata        | 2008                | 15        | 2         | 2                     | 0                     | 6             | 0             | –        | –         | 23      | 2         |
| Júbilo Iwata        | 2009                | 19        | 3         | 3                     | 0                     | 4             | 0             | –        | –         | 26      | 3         |
| Júbilo Iwata        | 2010                | 33        | 3         | 2                     | 0                     | 9             | 2             | –        | –         | 44      | 5         |
| Avispa Fukuoka      | 2011                | 27        | 3         | 2                     | 0                     | 1             | 0             | –        | –         | 30      | 3         |
| Avispa Fukuoka      | 2012                | 37        | 6         | 1                     | 0                     | –             | –             | –        | –         | 38      | 6         |
| Albirex Niigata     | 2013                | 34        | 4         | 0                     | 0                     | 4             | 0             | –        | –         | 38      | 4         |
| Albirex Niigata     | 2014                | 23        | 3         | 2                     | 1                     | 3             | 0             | –        | –         | 28      | 4         |
| Albirex Niigata     | 2015                | 26        | 1         | 1                     | 0                     | 6             | 0             | –        | –         | 33      | 1         |
| Albirex Niigata     | 2016                | 18        | 2         | 2                     | 1                     | 4             | 0             | –        | –         | 24      | 3         |
| Tổng cộng sự nghiệp | Tổng cộng sự nghiệp | 328       | 41        | 25                    | 6                     | 61            | 5             | 8        | 2         | 422     | 54        |